# Пруски социализъм
Пруският социализъм, срещан още и като пруски държавен социализъм, е практика на устрояване на социалната държава в Германската империя, чиито теоретични основи са положени от Освалд Шпенглер.
В основата на пруския социализъм лежи градивна критика на антидържавния марксически социализъм, която критика на алегорично ниво преминава в сравнение между колективистичния дух на Тевтонския орден още от Средновековието и индивидуалистичния викингски английски дух. Върховната власт принадлежи на чиновничеството при пруския социализъм, което се ръководи в действията и постъпките си от обществения интерес. Полагането на общественополезен труд се разглежда от пруския социализъм не като индивидуално бреме подобно на ангарията, а като обществен дълг към социума.
Пруският социализъм култивира в германското обществото ценностите на възникналия на негова почва националсоциализъм, заменен през 60-те години на 20 век от държавата на всеобщото благоденствие.
Основите на пруския социализъм полага Железния канцлер Ото фон Бисмарк, въвеждайки за първи път в историята солидарна система за обществено осигуряване. Не бива да се бърка или смесва на теоретично равнище моделът на пруския социализъм с теорията на държавния социализъм на Фердинанд Ласал, разглеждана от някои като ляв вариант на пруския социализъм.